# Es Pujols

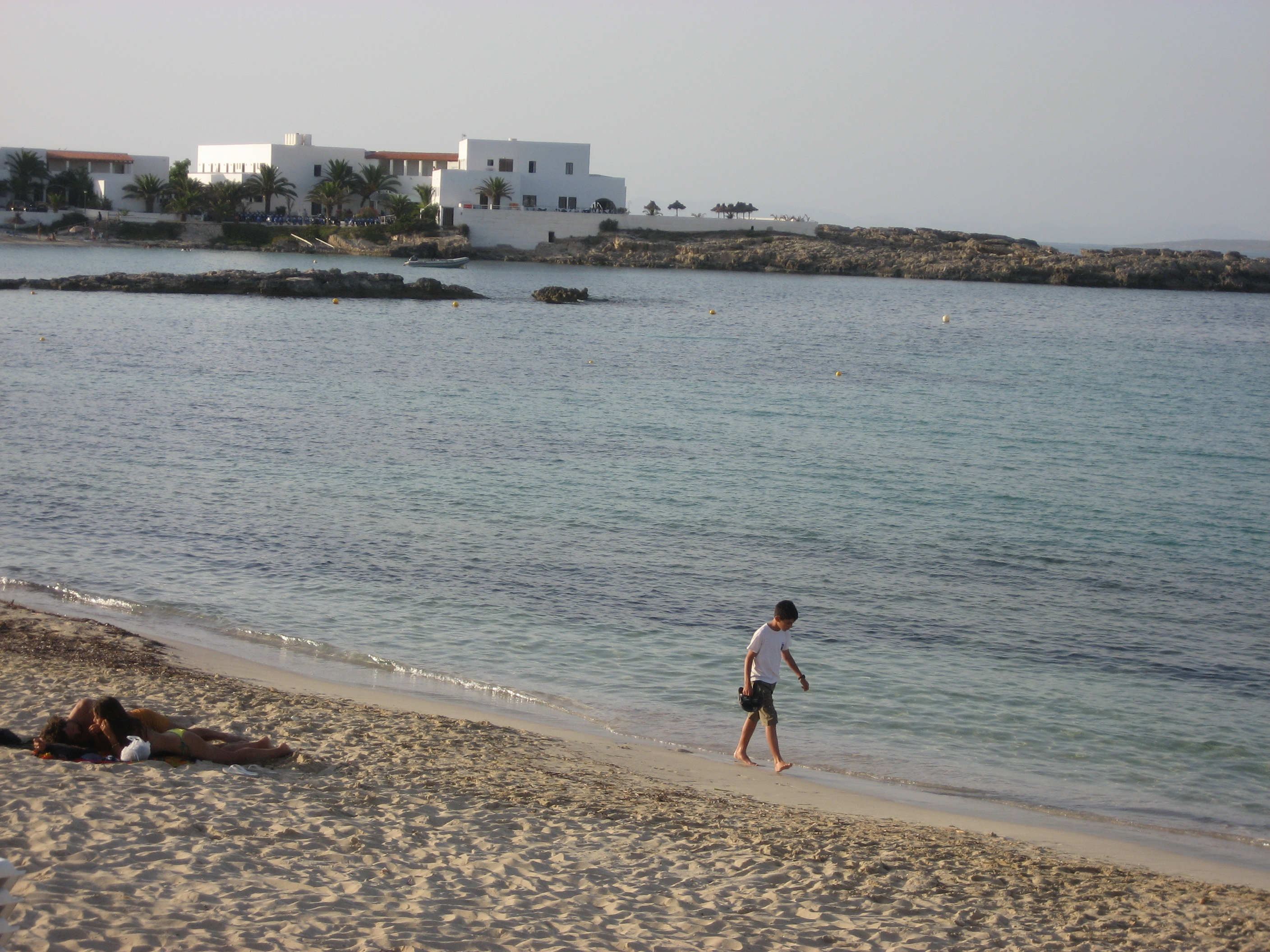
Platja des Fonoll Marí, a es Pujols. Al fons la punta d'en Forn.

Es Pujols és un nucli de població de Formentera, de la parròquia de Sant Ferran de ses Roques, a la vénda des Molí – s'Estany. Es troba al nord-oest de l'illa, a l'oest de l'Estany Pudent. És el principal nucli turístic de Formentera, originat com a tal als anys 1960; és on es concentra la major oferta turística i d'oci de l'illa, encara que de dimensions moderades. La població és de caràcter estacional, i era de 619 habitants en el padró del 2006.
La zona, abans de la seva urbanització, estava formada per conjunts de dunes ben consolidats que formaven petits pujols. Forma una petita badia amb una línia d'illots que la resguarden de l'onatge: escull des Cossaris, illa des Fonoll Marí, illa Plana i illa de s'Aigua Dolça. Cap a llevant el terreny va elevant-se progressivament fins a arribar a Punta Prima amb 63 m d'alçada i penya-segats de 50 m.
El litoral està format per trams de platja i trams de roca baixa on es troben les casetes per a les barques dels pescadors. Es distingeixen diferents zones, de nord-oest a sud-est:
- A la zona de ponent hi ha la punta d'en Forn o pedrera d'en Coix, antiga pedrera de marès avui abandonada. L'illa de ses Parreres, on hi havia parres per assecar el peix, forma un freu estret al racó des Pujols.
- L'escull des Cossaris, deformació de "corsaris", és un petit escull que avui està unit a la platja per una llengua de sorra.
- Platja des Fonoll Marí, entre l'escull dels Cossaris i els avaradors de Roca Plana, i davant de l'illa des Fonoll Marí. És l'illot més gran de la badia des Pujols i el més pròxim a la platja, accessible amb facilitat. L'altitud de l'illot és de quasi 2 m. El nom es deu a l'abundància de la planta fonoll marí (Crithmum maritimum).
- Roca Plana és la zona central de la badia i del passeig marítim des Pujols. És una zona de roca, davant de l'illa Plana, on es conserven les casetes d'escars de pescadors.
- Platja des Pou, entre la Roca Plana i l'illa de s'Aigua Dolça, a l'extrem de llevant del passeig marítim. L'illa en realitat és un escull, molt prop de la costa, amb una prolongació d'on sobresurten alguns crestalls. A ponent es troba el racó de s'Abeurada on antigament hi havia un pou.
- Punta Prima tanca la badia per llevant. Entre s'Aigua Dolça i punta Prima el litoral és rocós amb algunes caletes: a més del racó de s'Abeurada, el racó des Fornet i el racó des Cingles.

La platja des Pujols, la punta d'en Forn, es Fonoll Marí i es Pou, té una longitud de 690 m i una amplada mitjana de 25 m. És un talús de sorra fina i daurada amb un pendent molt suau: a 50 m mar endins la fondària és d'1,5 m. L'aigua és neta i tranquil·la, amb poc onatge.